# Begonia zimowa

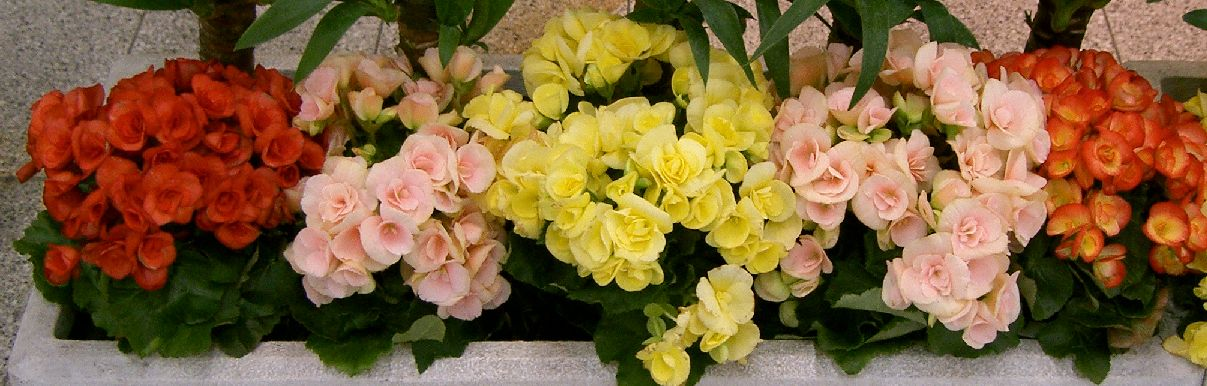
Różnokolorowe kultywary

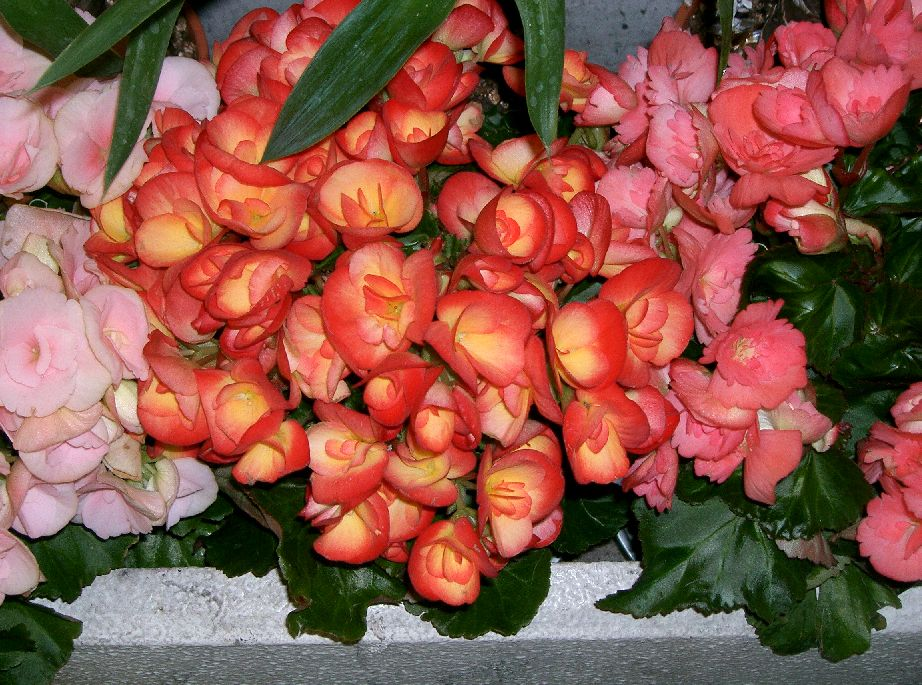
Różnokolorowe kultywary

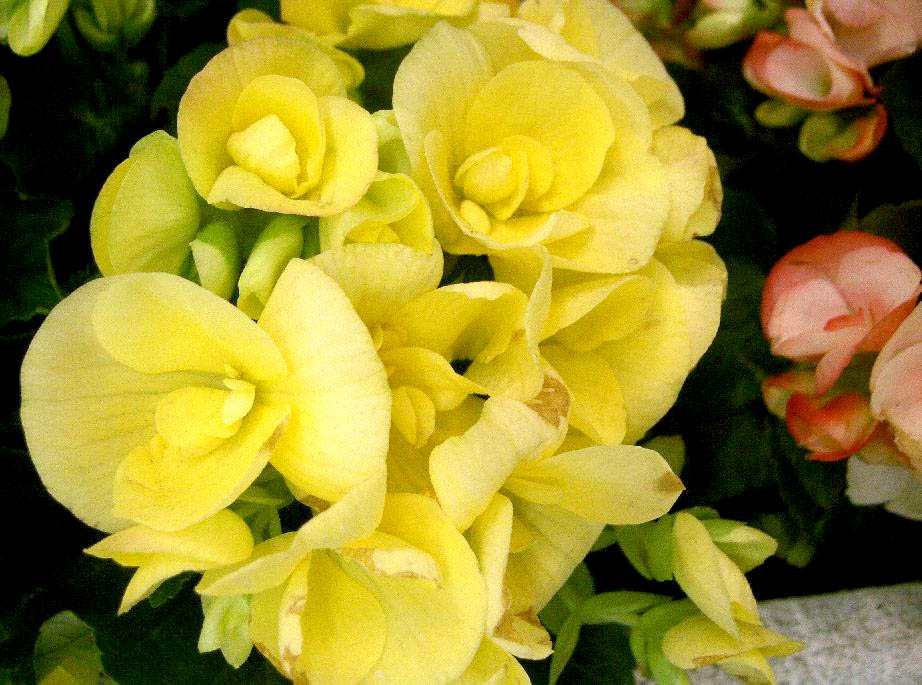
Kultywar o żółtych kwiatach

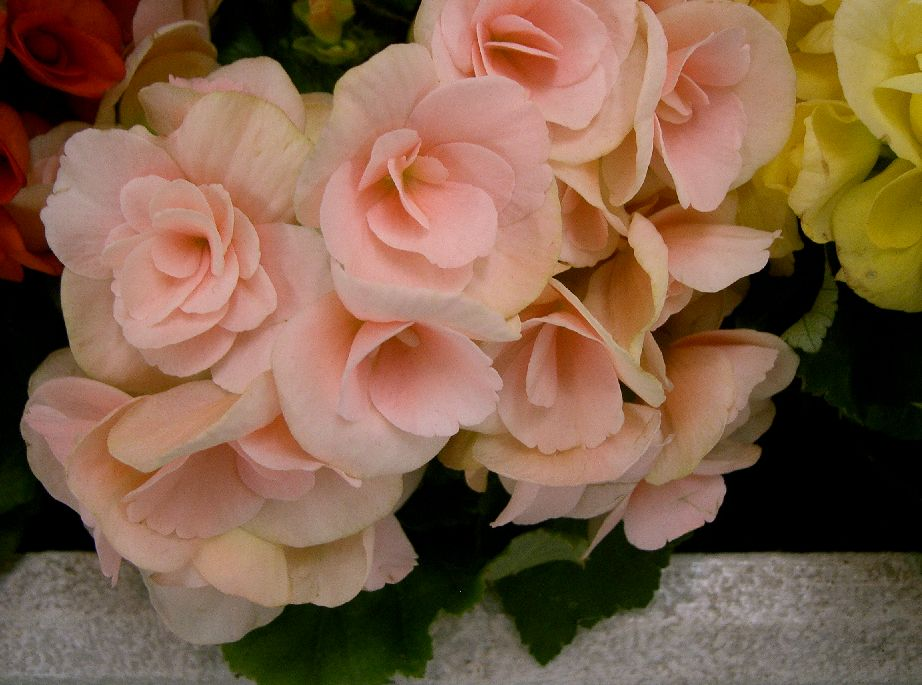
Kultywar o różowych kwiatach

Begonia zimowa (Begonia ×hiemalis) – mieszaniec otrzymany w wyniku skrzyżowania dwóch gatunków begonii: B. socotrana × B. ×tuberhybrida (begonia bulwiasta). Jest uprawiany jako roślina ozdobna. Ogrodnicy zaliczają go grupy begonii o ozdobnych kwiatach. W uprawie znajdują się wyłącznie kultywary. 

## Morfologia
PokrójBylina osiągająca wysokość do 40 cm. Ma gęsty, krzaczasty pokrój. Pod ziemią posiada kłącze, ale nie bulwiaste, jak u begonii bulwiastej, lecz włókniste.
LiścieDuże, niesymetryczne, w kształcie sercowatym, o kolorze (u różnych kultywarów) od ciemnozielonego do czerwono-zielonych.
KwiatySą głównym walorem ozdobnym tej begonii, swoim wyglądem przypominają małe różyczki. Roślina często zakwita tak bujnie, że spod kwiatów nie widać liści. Kwiaty są rozdzielnopłciowe: męskie są 4-działkowe z licznymi pręcikami, żeńskie są 5–działkowe z 1 słupkiem. Mogą być w pełnej gamie barw w kolorze białym, żółtym, różowym, pomarańczowym i czerwonym, pojedyncze lub pełne.
OwocOskrzydlona torebka z drobnymi nasionami.

## Zastosowanie
W Polsce begonia zimowa jest uprawiana głównie jako roślina pokojowa. Może być jednak latem uprawiana również na zewnątrz pomieszczeń. Kwitnie przy krótkim dniu (zimą) i stąd jej nazwa. Według innych źródeł kwitnie przez lato, od marca do października. Nie przechodzi typowego spoczynku zimowego i rośnie przez całą zimę. Ma tendencję do obumierania po przekwitnięciu, niektóre nowsze kultywary nie wykazują już tej tendencji. Jednak jeśli nawet nie obumrze po przekwitnięciu, to później rozwija się już gorzej i słabiej kwitnie. W związku z tym jest przez wielu hodowców uprawiana tylko do okresu kwitnienia. Można ją odnowić wcześniej przygotowując sobie z niej sadzonki pędowe.

## Uprawa
- Wymagania: Jest dość łatwa w uprawie. Lubi ziemię przewiewną, lekką, najlepsza jest standardowa ziemia torfowa. Jest wrażliwa na przeciągi i zanieczyszczenia, szczególnie wyziewy z piecyków gazowych. Najlepiej rozwija się w temperaturze 15-18oC, zbyt duża temperatura (powyżej 22oC) powoduje opadanie pąków kwiatowych, jest też wrażliwa na duże zmiany temperatur[4]. Należy ją trzymać w miejscu dobrze naświetlonym, ale nie bezpośrednio na słońcu, najlepsze jest stanowisko półcieniste..
- Pielęgnacja: Podlewać należy wodą bezwapniową, nie zwilżając przy tym liści; latem dwa razy w tygodniu, zimą co 7–10 dni. Od kwietnia do września należy roślinę co tydzień zasilać rozcieńczonym nawozem wieloskładnikowym. Gdy powietrze jest nadmiernie suche liście należy zraszać. Nie należy nabłyszczać liści. Przycinanie nie jest potrzebne, roślina bowiem nie tworzy wydłużonych pędów.
- Rozmnażanie: Najprościej poprzez podział rozrośniętych kęp, które wytworzyły nowe pędy. Zdarza się to jednak dość rzadko. Zazwyczaj rozmnaża się poprzez sadzonki pędowe lub liściowe, które przygotowuje się późną wiosną i ukorzenia w temperaturze ok. 21 °C w rozmnażarce (pod folią lub szkłem). Wyhodowanie nowej rośliny trwa dość długo, z tego też względu zazwyczaj kupuje się wyhodowane przez specjalistów młode rośliny.